# Poyo (Malba)
Pour les articles homonymes, voir Poyo.
Poyo est une localité située dans le département de Malba de la province du Poni dans la région Sud-Ouest au Burkina Faso.

## Géographie
Le village de Poyo situé au nord-ouest du département de MALBA, il est connu du fait de sa nature verdoyante et montagneuse. Faisant partie des 35 villages que compte le département de MALBA, il est limité à l'Est par les villages de Boura et Bana, à l'Ouest par le village de Sidana, au Nord par le village le village de Lokono(village de Nako) et au Sud par le village de N'guimpèra.

## Économie
Les activités dominantes de la localité sont l'agriculture  l'élevage et l'artisanat

## Santé et éducation
Le centre de soins le plus proche de Poyo est le centre de santé et de promotion sociale (CSPS) de Valla tandis que le centre hospitalier régional (CHR) de la province se trouve à Gaoua.
Depuis l'année scolaire 2012-2013, le village a une école primaire publique